# كرايسس زون
كرايسس زون (بالإنجليزية: Crisis Zone)‏، وتعني منطقة الأزمة، وهي لعبة طورتها ونشرتها نامكو، وهي إحدى الأجزاء الفرعية لسلسلة ألعاب الشوتم أب الشهيرة تايم كرايسس، تم عرض اللعبة على صالة الأركيد عام 1999، ومن ثم صدرت على منصة بلاي ستيشن 2 عام 2004.